# Poimenesperus nigrosignatus
Poimenesperus nigrosignatus är en skalbaggsart som beskrevs av Stefan von Breuning 1947. Poimenesperus nigrosignatus ingår i släktet Poimenesperus och familjen långhorningar. Inga underarter finns listade i Catalogue of Life.